# Killer Star
Killer Star è un singolo del cantante italiano Immanuel Casto, pubblicato il 3 ottobre 2011 come quarto estratto dal primo album in studio Adult Music.

## Descrizione
Il brano critica la spettacolarizzazione della cronaca nera e cita numerosi personaggi e omicidi avvenuti in Italia, tra cui l'omicidio di Meredith Kercher, i delitti di Novi Ligure e di Avetrana, Angelo Izzo e il Mostro di Firenze.

## Video musicale
Dal brano è stato estratto un video musicale pubblicato sull'account ufficiale del cantante su YouTube il 5 settembre 2011.

## Tracce
Testi di Immanuel Casto, musiche di Keen.
1. Killer Star – 3:02
2. Killer Star (Keen Remix) – 3:30
3. Killer Star (Unison Detune Remix) – 5:21
4. Crash (Keen Remix) – 5:03